# Đội tuyển bóng đá quốc gia Mozambique
Đội tuyển bóng đá quốc gia Mozambique (tiếng Bồ Đào Nha: Seleção Moçambicana de Futebol) là đội tuyển cấp quốc gia của Mozambique do Liên đoàn bóng đá Mozambique quản lý.
Trận thi đấu quốc tế đầu tiên của đội tuyển Mozambique là trận gặp đội tuyển Tanzania vào năm 1977. Đội đã 5 lần tham dự cúp bóng đá châu Phi vào các năm 1986, 1996, 1998, 2010 và 2023, tuy nhiên đều không vượt qua được vòng bảng.

## Danh hiệu
- Vô địch Cúp COSAFA: 0

Á quân: 2008
Hạng ba: 1997; 2004; 2008

## Thành tích tại giải vô địch thế giới
- 1930 đến 1978 - Không tham dự
- 1982 - Không vượt qua vòng loại
- 1986 - Không tham dự
- 1990 - Không được tham dự vì nợ FIFA
- 1994 đến 2022 - Không vượt qua vòng loại

## Cúp bóng đá châu Phi
Mozambique đã 5 lần tham dự vòng chung kết Cúp bóng đá châu Phi, tuy nhiên đều không vượt qua được vòng bảng.
| Cúp bóng đá châu Phi | Cúp bóng đá châu Phi | Cúp bóng đá châu Phi | Cúp bóng đá châu Phi | Cúp bóng đá châu Phi | Cúp bóng đá châu Phi | Cúp bóng đá châu Phi | Cúp bóng đá châu Phi | Cúp bóng đá châu Phi | Cúp bóng đá châu Phi |
| Vòng chung kết: 5    | Vòng chung kết: 5    | Vòng chung kết: 5    | Vòng chung kết: 5    | Vòng chung kết: 5    | Vòng chung kết: 5    | Vòng chung kết: 5    | Vòng chung kết: 5    | Vòng chung kết: 5    | Vòng chung kết: 5    |
| Năm                  | Thành tích           | Thứ hạng1            | Số trận              | Thắng                | Hòa2                 | Thua                 | Bàn thắng            | Bàn thua             |                      |
| -------------------- | -------------------- | -------------------- | -------------------- | -------------------- | -------------------- | -------------------- | -------------------- | -------------------- | -------------------- |
| 1957 đến 1980        | Không tham dự        | Không tham dự        | Không tham dự        | Không tham dự        | Không tham dự        | Không tham dự        | Không tham dự        | Không tham dự        |                      |
| 1982 đến 1984        | Vòng loại            | Vòng loại            | Vòng loại            | Vòng loại            | Vòng loại            | Vòng loại            | Vòng loại            | Vòng loại            |                      |
| 1986                 | Vòng 1               | 8 / 8                | 3                    | 0                    | 0                    | 3                    | 0                    | 7                    |                      |
| 1988 đến 1994        | Vòng loại            | Vòng loại            | Vòng loại            | Vòng loại            | Vòng loại            | Vòng loại            | Vòng loại            | Vòng loại            |                      |
| 1996                 | Vòng 1               | 14 / 15              | 3                    | 0                    | 1                    | 2                    | 1                    | 4                    |                      |
| 1998                 | Vòng 1               | 16 / 16              | 3                    | 0                    | 0                    | 3                    | 1                    | 8                    |                      |
| 2000 đến 2008        | Vòng loại            | Vòng loại            | Vòng loại            | Vòng loại            | Vòng loại            | Vòng loại            | Vòng loại            | Vòng loại            |                      |
| 2010                 | Vòng 1               | 15 / 15              | 3                    | 0                    | 1                    | 2                    | 2                    | 7                    |                      |
| 2012 đến 2021        | Vòng loại            | Vòng loại            | Vòng loại            | Vòng loại            | Vòng loại            | Vòng loại            | Vòng loại            | Vòng loại            |                      |
| 2023                 | Vòng 1               | 21 / 24              | 3                    | 0                    | 2                    | 1                    | 4                    | 7                    |                      |
| 2025                 | Chưa xác định        | Chưa xác định        | Chưa xác định        | Chưa xác định        | Chưa xác định        | Chưa xác định        | Chưa xác định        | Chưa xác định        |                      |
| 2027                 | Chưa xác định        | Chưa xác định        | Chưa xác định        | Chưa xác định        | Chưa xác định        | Chưa xác định        | Chưa xác định        | Chưa xác định        |                      |
| Tổng cộng            | 5 lần vòng 1         | 5 lần vòng 1         | 15                   | 0                    | 4                    | 11                   | 8                    | 33                   |                      |

- ^1 Thứ hạng ngoài bốn hạng đầu (không chính thức) dựa trên so sánh thành tích giữa những đội tuyển vào cùng vòng đấu
- ^2 Tính cả những trận hoà ở vòng đấu loại trực tiếp phải giải quyết bằng sút luân lưu
- ^3 Do đặc thù châu Phi, có những lúc tình hình chính trị hoặc kinh tế quốc gia bất ổn nên các đội bóng bỏ cuộc. Những trường hợp không ghi chú thêm là bỏ cuộc ở vòng loại
- ^4 Khung đỏ: Chủ nhà

## Cầu thủ

### Đội hình hiện tại
Đội hình dưới đây được triệu tập tham dự CAN 2023.

Số liệu thống kê tính đến ngày 22 tháng 1 năm 2024 sau trận gặp Ghana.

| Số | VT | Cầu thủ           | Ngày sinh (tuổi)  | Trận | Bàn | Câu lạc bộ             |
| -- | -- | ----------------- | ----------------- | ---- | --- | ---------------------- |
|    | TM | Ernani            | 9 tháng 7, 1998   | 29   | 0   | Songo                  |
|    | TM | Ivane Urrubal     | 1 tháng 3, 1997   | 10   | 0   | Black Bulls            |
|    | TM | Fazito            | 9 tháng 6, 2003   | 3    | 0   | Ferroviário de Nampula |
|    |    |                   |                   |      |     |                        |
|    | HV | Mexer             | 8 tháng 9, 1987   | 64   | 3   | Bandırmaspor           |
|    | HV | Edmilson Dove     | 18 tháng 7, 1994  | 43   | 0   | Kaizer Chiefs          |
|    | HV | Reinildo Mandava  | 21 tháng 1, 1994  | 39   | 4   | Atlético Madrid        |
|    | HV | Nené              | 15 tháng 11, 1996 | 30   | 1   | Black Bulls            |
|    | HV | Nanani            | 8 tháng 2, 1996   | 26   | 0   | Songo                  |
|    | HV | Bruno Langa       | 31 tháng 10, 1997 | 23   | 1   | Chaves                 |
|    | HV | Domingos Macandza | 17 tháng 6, 1998  | 21   | 0   | Costa do Sol           |
|    | HV | David Malembana   | 11 tháng 10, 1995 | 6    | 0   | Noah                   |
|    |    |                   |                   |      |     |                        |
|    | TV | Domingues         | 13 tháng 11, 1983 | 111  | 16  | Songo                  |
|    | TV | Shaquille         | 24 tháng 11, 1997 | 40   | 0   | Ferroviário Maputo     |
|    | TV | Amadú             | 3 tháng 12, 1996  | 29   | 0   | Ferroviário Beira      |
|    | TV | João Bonde        | 9 tháng 1, 1997   | 15   | 0   | Ferroviário Beira      |
|    | TV | Guima             | 14 tháng 11, 1995 | 10   | 1   | Chaves                 |
|    | TV | Alfons Amade      | 12 tháng 11, 1999 | 5    | 1   | Oostende               |
|    |    |                   |                   |      |     |                        |
|    | TĐ | Clésio            | 11 tháng 10, 1994 | 50   | 9   | Gabala                 |
|    | TĐ | Witi              | 26 tháng 8, 1996  | 40   | 4   | Nacional               |
|    | TĐ | Gildo             | 31 tháng 1, 1995  | 37   | 3   | Covilhã                |
|    | TĐ | Stanley Ratifo    | 5 tháng 12, 1994  | 31   | 4   | 1. CfR Pforzheim       |
|    | TĐ | Lau King          | 4 tháng 9, 1995   | 24   | 4   | Sagrada Esperança      |
|    | TĐ | Geny Catamo       | 26 tháng 1, 2001  | 23   | 6   | Sporting CP            |

### Triệu tập gần đây
Các cầu thủ dưới đây được triệu tập trong vòng 12 tháng.
| Vt | Cầu thủ            | Ngày sinh (tuổi)  | Số trận | Bt | Câu lạc bộ           | Lần cuối triệu tập             |
| -- | ------------------ | ----------------- | ------- | -- | -------------------- | ------------------------------ |
| TM | Víctor Guambe      | 8 tháng 10, 1998  | 8       | 0  | Costa do Sol         | 2023 Africa Cup of Nations PRE |
| TM | Kimiss Zavala      | 8 tháng 5, 2004   | 0       | 0  | Marítimo             | 2023 Africa Cup of Nations PRE |
| TM | Gion Chande        | 3 tháng 5, 1998   | 1       | 0  | Vaduz                | v. Sénégal, 28 March 2023      |
|    |                    |                   |         |    |                      |                                |
| HV | Francisco Muchanga | 5 tháng 11, 1991  | 29      | 0  | Costa do Sol         | 2023 Africa Cup of Nations PRE |
| HV | Martinho Thauzene  | 27 tháng 9, 1999  | 25      | 1  | AVS                  | 2023 Africa Cup of Nations PRE |
| HV | Bonera             | 7 tháng 4, 1997   | 11      | 1  | Al-Hala              | 2023 Africa Cup of Nations PRE |
| HV | Foia               | 15 tháng 4, 2001  | 2       | 0  | Ferroviário da Beira | 2023 Africa Cup of Nations PRE |
| HV | Jeremias Nhambire  | 8 tháng 1, 2000   | 0       | 0  | Marítimo             | 2023 Africa Cup of Nations PRE |
| HV | Chamboco           | 15 tháng 6, 1998  | 0       | 0  | Black Bulls          | 2023 Africa Cup of Nations PRE |
| HV | Danito             | 15 tháng 6, 1995  | 3       | 0  | Songo                | 2023 COSAFA Cup                |
| HV | Zainadine Júnior   | 24 tháng 6, 1988  | 64      | 1  | Marítimo             | v. Sénégal, 28 March 2023      |
|    |                    |                   |         |    |                      |                                |
| TV | Manuel Kambala     | 21 tháng 8, 1991  | 38      | 0  | Magesi               | 2023 Africa Cup of Nations PRE |
| TV | Telinho            | 15 tháng 10, 1988 | 34      | 1  | Costa do Sol         | 2023 Africa Cup of Nations PRE |
| TV | Dário Melo         | 20 tháng 1, 1996  | 8       | 0  | Songo                | 2023 Africa Cup of Nations PRE |
| TV | Kamo-Kamo          | 19 tháng 7, 1999  | 7       | 0  | União de Santarém    | 2023 Africa Cup of Nations PRE |
| TV | Gianluca Lorenzoni | 22 tháng 2, 2001  | 2       | 0  | Gudja United         | 2023 Africa Cup of Nations PRE |
| TV | Ezequiel Machava   | 3 tháng 1, 2003   | 1       | 0  | Ferroviário Maputo   | 2023 Africa Cup of Nations PRE |
| TV | Keyns Abdala       | 15 tháng 3, 2000  | 0       | 0  | Chaves               | 2023 Africa Cup of Nations PRE |
|    |                    |                   |         |    |                      |                                |
| TĐ | Isac de Carvalho   | 26 tháng 7, 1989  | 48      | 6  | Costa do Sol         | 2023 Africa Cup of Nations PRE |
| TĐ | Luís Miquissone    | 25 tháng 7, 1995  | 48      | 9  | Al Ahly              | 2023 Africa Cup of Nations PRE |
| TĐ | Melque             | 26 tháng 6, 1997  | 24      | 4  | Black Bulls          | 2023 Africa Cup of Nations PRE |
| TĐ | Nelson Divrassone  | 20 tháng 6, 1994  | 21      | 3  | Songo                | 2023 Africa Cup of Nations PRE |
| TĐ | Dayo António       | 20 tháng 8, 1995  | 13      | 3  | Songo                | 2023 Africa Cup of Nations PRE |
| TĐ | Estevão            | 1 tháng 12, 1995  | 11      | 3  | Ferroviário da Beira | 2023 Africa Cup of Nations PRE |
| TĐ | Jonathan Muiomo    | 28 tháng 1, 1999  | 3       | 1  | Carl Zeiss Jena      | 2023 Africa Cup of Nations PRE |
| TĐ | Melven Choi        | 15 tháng 10, 2001 | 2       | 0  | Ferroviário da Beira | 2023 Africa Cup of Nations PRE |